# Teuchophorus yingdensis
Teuchophorus yingdensis är en tvåvingeart som beskrevs av Wang 2006. Teuchophorus yingdensis ingår i släktet Teuchophorus och familjen styltflugor. Inga underarter finns listade i Catalogue of Life.